# Mercadotecnia relacional
La mercadotecnia relacional o marketing relacional es la actividad del marketing que tiene el fin de generar relaciones rentables con los clientes. Esto parte del estudio de comportamiento de los compradores con base en el diseño de estrategias y acciones destinadas a facilitar la interacción con los mismos y brindarles una experiencia memorable.
Los sistemas de manejo de relaciones con clientes (CRM, por sus siglas en inglés) conforman un conjunto de herramientas que se utilizan en el Marketing Relacional siendo muy útiles para recolectar información de los consumidores y comunicar a los mismos los beneficios y soluciones que ofrece la empresa. 
Esta tarea también comprende un cambio cultural dentro de la empresa donde toda acción se realiza centrada en el conocimiento del cliente. La estrategia puede alcanzar todas las áreas de la empresa lo cual se llama marketing relacional integral. Estas técnicas son también aplicables al Desarrollo de proveedores y canales de distribución lográndose una mayor sinergia con los mismos. 
Un objetivo clave del marketing cada vez más importante es desarrollar relaciones profundas y duraderas con las personas y organizaciones que de manera directa o indirecta afectan el éxito de las actividades de marketing de la empresa. El objetivo del marketing de relaciones o relacional es la construcción de relaciones satisfactorias y a largo plazo con los elementos clave relacionados con la empresa con el fin de capturar y retener sus negocios.
Los cuatro elementos clave que componen el marketing de relaciones son los clientes, los empleados, los socios de marketing (canales, proveedores, distribuidores, intermediarios y agencias) y los miembros de la
comunidad financiera (accionistas, inversores, analistas). Los especialistas en marketing deben generar prosperidad entre todos estos componentes y equilibrar
los rendimientos para todos los interesados en el negocio. Desarrollar
relaciones fuertes requiere de un entendimiento de sus capacidades y recursos, sus necesidades, objetivos y deseos.
El resultado más deseable del marketing de relaciones es un activo único para la empresa que se denomina red de marketing, formada por la empresa y los grupos de interés que la sustentan —clientes, empleados, proveedores, distribuidores, minoristas y otros—, con los que mantiene relaciones de negocio rentables para ambas partes. El principio operacional es sencillo: construir una red de relaciones eficaz con los grupos de interés clave y de ahí surgirán los beneficios. Es por lo que muchas empresas eligen ser propietarias de marcas en lugar de
activos físicos, y subcontratan a otras empresas para que lleven a cabo otras actividades de mejor manera y a menor costo, mientras que las actividades centrales se siguen llevando a cabo en la empresa.
Las empresas también están dando forma a ofertas, servicios y mensajes separados para clientes individuales basadas en la información sobre sus transacciones anteriores, información demográfica, psicográfica, y sobre sus preferencias de medios de comunicación y canales de distribución. Al entrarse en sus clientes, productos y canales más rentables, estas empresas esperan alcanzar un crecimiento rentable, capturando una mayor parte de los gastos de cada cliente mediante la creación de una fuerte lealtad del cliente.
Estiman el valor individual y el valor de vida del cliente y diseñan las ofertas de mercado y los precios de forma que se generen ganancias a lo largo de la vida del cliente.